# بلا توقف (فلم)
بلا توقف  (بالإنجليزية: Non-Stop) هو فيلم حركة وغموض تم إنتاجه في فرنسا والولايات المتحدة وعُرض لأول مرة في باريس في 27 يناير 2014. الفيلم من إخراج جاوم كوليت-سيرا، وشارك في بطولته ليام نيسون، وجوليان مور. تلقّى الفيلم العديد من المراجعات المُتفاوتة من قِبل النقاد.

## القصة
تدور أحداث الفيلم حول مارشال جو يُدعى بيل يسافر لحراسة الركاب المسافرين جواً؛ يتلقى رسائل على هاتفه على الشبكة الخاصة بالطائرة من شخص مجهول يخبره انه سيقتل شخصاً كل عشرون دقيقة من ركاب الطائرة ما لم تحول له شركة الطيران 150 مليون دولار على حساب بنكي يعطي رقمه لبيل وينتظر منه تأكيد التحويل في خلال عشرون دقيقة؛ وإن لم يتم التأكيد سيبدأ في قتل راكب من الركاب. يبلغ بيل كابتن الطائرة ويشك في أحد شركائه في العمل ليجد معه حقيبة يحمل بها الممنوعات ويقوم بتهريبها ويضطر إلي قتله دفاعاً عن النفس بعد أن تأكد من تورطه مع الذي يراسله وكان هذا مع انتهاء أول عشرون دقيقة حيث كان شريكه في العمل أول ضحية على الطائرة.
يعود الشخص المجهول بمراسلة بيل مرة أخرى ويعطيه مهلة لتأكيد تحويل الفدية قبل أن يقتل شخص أخر. تقوم شركة الطيران بالتحري عن رقم الحساب البنكي لتفاجأ انه لبيل المارشال بالجو، فيعتبرونه إرهابياً قام بإختطاف الطائرة، وصادروا شارته وسلاحه وأبلغوه بوقفه عن العمل.
تتوالى الأحداث وتُقتل أكثر من ضاحية من ضمنها كابتن الطائرة الذي قتل جراء تسمم. يقوم بيل بكشف اللغز بمساعدة مضيفة الطيران نانسي وإحدى الركاب ويكتشف وجود قنبلة على متن الطائرة مخبئة في الممنوعات التي أصعدها زميله بالعمل، وتعطيهم مهلة نصف ساعة قبل نسف الطائرة.
تتوالى الأحداث ويتمكن بيل من معرفة من وراء كل هذه المتاعب وينقذ الركاب بعد انفجار الجزء الخلفي من الطائرة.

## طاقم التمثيل
- ليام نيسون، بدور ويليام «بيل» ماركز.
- جوليان مور، بدور جين سمرز.
- سكوت مكنيري، توم بووين.
- ميشيل دوكري، بدور نانسي هوفمان.
- لوبيتا نيونقو، بدور غوين لويد.
- نيت باركر، بدور زاك وايت.
- كوري ستول، بدور أوستن رايلي.
- لاينوس روش، بدور الكابتن ديفيد ماكميلان.

## الإصدار
افتُتِح الفيلم في 3.090 صالة سينما في الولايات المتحدة وكندا. وجمع إيرادات قدرها 10 مليون دولار في يوم الإفتتاح وحصل على الرتبة الأولى في آخر الأسبوع مع إيرادات قدرها 28.9 مليون دولار، متخطيًا فيلم فيلم ليغو الذي كان متصدِّرًا شباك التذاكر.
جمع الفيلم 92,168,600 مليون دولار في شباك تذاكر أمريكا الشمالية، وحصل على 130,641,000 مليونًا أخرى في الأسواق الأخرى مما يجعلها 222,809,600 مليون دولار عالميًا مقابل ميزانية خمسين مليون دولار.

### الميزانية والإيرادات
بلغت تكلفة إنتاج الفيلم حوالي 50 مليون دولار بينما حقق أرباحا تقدر بـ222,809,600 دولار.

### ردود النقاد
حصل الفيلم على مراجعات مختلطة، يُقيِّم موقع الطماطم الفاسدة الفيلم بتقييم 59 بالمئة بناءً على مراجعات 193 ناقد، مع نتيجة 7من 10. وللفيلم نتيجة 56/100 على موقع ميتاكريتيك بناءً على مراجعات أربعين ناقدًا. كما حصل الفيلم على درجة A- على استبيان قام به موقع سينماسكور. نصح المخرج وليام فريدكين بمشاهدة الفيلم، وقال: «بلا توقف هو فيلم حركة مشوق ورائع، أنصح بمشاهدته بشدة.»

### الإصدارات المنزلية
صدر الفيلم على أقراص بلو راي ودي في دي في 10 يونيو، 2014.

## روابط خارجية
- مقالات تستعمل روابط فنية بلا صلة مع ويكي بيانات